# Université industrielle de Tioumen
Ne doit pas être confondu avec Université de Tioumen.
L'Université industrielle de Tioumen (connue avant 2016 sous le nom d'Université d'État du pétrole et du gaz de Tioumen et d'Université d'État d'architecture et de génie civil de Tioumen) est un établissement d'enseignement supérieur situé à Tioumen, en Russie.
L'IUT dispense des formations allant du secondaire général et professionnel, à l'enseignement supérieur, en passant par le doctorat et les programmes de formation commerciale. Les études sont réparties dans 25 grands groupes de domaines de formation et de spécialités et dans plus de 150 programmes de formation. L'effectif des étudiants s'élève à environ 32 530. Le groupe de recherche de l'IUT compte 225 doctorants et professeurs d'université, ainsi que 787 candidats ès sciences et maîtres de conférences.
Le recteur de l'IUT est Yuri Klochkov, depuis le 10 mai 2024.

## Histoire
Le développement de l'oblast de Tioumen et celui de l'industrie mécanique nécessitaient la formation de spécialistes. Pour y remédier, le gouvernement régional ouvre en 1956 un centre de formation et de conseil de l'Institut polytechnique de l'Oural, dans les locaux de l'École technique de construction mécanique de Tioumen. En 1963, l'Institut industriel de Tioumen est créé par décret gouvernemental. Le premier recteur de l'Institut est Anatoly Kosukhin, ancien professeur associé à l'Institut polytechnique de l'Oural. En dix ans, le nombre d'étudiants passe de 750 en 1964 à 8 955 en 1974.
En 1971, la faculté de construction de l'Institut industriel de Tioumen devient un établissement d'enseignement supérieur indépendant : l'Institut de génie civil de Tioumen. En 1973, Viktor Kopylov est nommé recteur de l'Institut industriel de Tioumen puis en 1986, Valentin Kanalin devient recteur et, en 1990, Nikolaï Karnaukhov obtient le poste de recteur.
L'IIT change de nom  en 1994 pour devenir l'Université d'État du pétrole et du gaz de Tioumen. À l'occasion de son 50e anniversaire, environ 50 000 étudiants ont étudié à l'université dans 650 programmes de formation générale. Au cours de cette période, l'université a formé environ 75 000 spécialistes.
En 2003, l'université met en place un système de gestion de la qualité (SGQ) afin de se conformer aux normes éducatives internationales. Le 31 mars 2010, lors de la Conférence des enseignants-chercheurs et des étudiants de l'université, Vladimir Novoselov est élu recteur de l'université. Le corps professoral compte alors 1 100 candidats et docteurs en sciences, dont trois membres titulaires et deux membres correspondants de l'Académie des sciences de Russie.
Le 25 mars 2016, par décret du ministère de l'Éducation et des Sciences de la Fédération de Russie, l'Université d'État du pétrole et du gaz de Tioumen est rebaptisée Université industrielle de Tioumen. En mai 2017, Veronika Efremova, candidate en sciences économiques et maître de conférences, devient rectrice par intérim, poste qu'elle accepte officiellement à titre permanent en septembre 2019. En 2018, l'université a lancé le projet éducatif « École supérieure d'ingénierie EG », qui forme de jeunes ingénieurs dans le domaine de la transformation numérique de la région.
De nos jours (2025), 35 000 étudiants étudient à l'université, tous niveaux confondus. L'IUT propose 36 filières de formation supérieure (licence, spécialisation), 31 masters, 37 formations professionnelles intermédiaires, 14 formations aux métiers manuels et 8 filières de troisième cycle . Au total, l'université a formé ainsi plus de 230 000 spécialistes.